# ヘキサクロルヘキサヒドロメタノベンゾジオキサチエピンオキサイド
ヘキサクロルヘキサヒドロメタノベンゾジオキサチエピンオキサイド(英語: Hexachlorohexahydromethanobenzodioxathiepinoxide)は、有機塩素系殺虫剤および殺ダニ剤である。エンドスルファン(Endosulfan)、ベンゾエピン(Benzoepin)等の多様な別名を持つ。
強い毒性と内分泌攪乱作用、環境残留性が指摘されており、2012年4月に、残留性有機汚染物質に関するストックホルム条約で規制対象物質に指定されたため世界的に段階的に廃止されているが、中国など一部では現在も用いられている。
日本においては毒物及び劇物取締法第二条によって毒物に指定されている。殺虫剤として1960年に認可され、『エンドスルファン』の名で用いられてきたが、1991年をピークに出荷量が減少し、2010年に失効。ストックホルム条約の規制対象となったのに伴い、2013年4月1日に「農薬の販売の禁止を定める省令」の規定物質に追加されて使用及び販売禁止となり、回収が進められている。
摂取すると、痙攣などの神経症状と、肝臓・腎臓障害を引き起こす。